# Виньес, Рикардо
Рика́рдо Ви́ньес Ро́да (исп. Ricardo Viñes Roda; 5 февраля 1875, Лерида — 29 апреля 1943, Барселона) — испанский пианист.

## Биография
Игре на фортепиано начал обучаться у Хуана Пухоля в Барселоне, в 1887 году поступил в Парижскую консерваторию, где учился у Шарля-Вильфрида Берио (фортепиано), Альбера Лавиньяка (гармония), Бенжамена Годара (камерный ансамбль). На выпускных экзаменах в 1894 Виньес получил первую премию, а вскоре состоялся его дебют в зале Плейель. В 1900 году началась международная концертная карьера пианиста, он выступал с гастролями в России, Германии и многих других странах. В начале 1920-х Виньес несколько раз выступал в Южной Америке, а в 1930 принял решение поселиться в Аргентине, где жил до 1936 года, часто давая концерты также в Чили и Уругвае. В 1936 Виньес возвратился в Париж, где и прожил остаток жизни, не прекращая исполнительской карьеры.

## Творчество
Виньес обладал безупречной техникой исполнения и широким репертуаром. Часто он становился первым исполнителем новых произведений французских, испанских, русских и латиноамериканских композиторов. Имея творческие связи с Морисом Равелем, Клодом Дебюсси, Эриком Сати, Деода де Севераком, Мануэлем де Фальей, Энрике Гранадосом, он активно продвигал их сочинения (которые часто посвящались именно ему, например, «Золотые рыбки» Дебюсси, «Ночи в садах Испании» де Фальи, «Холодные пьесы» Сати и др.), играя их в своих концертах. Виньес также впервые исполнил во Франции «Картинки с выставки» Мусоргского, «Исламей» Балакирева, «Сарказмы» Прокофьева.
Некоторые исполнения Виньеса были записаны и впоследствии выпущены на кассетах и компакт-дисках. Эти записи свидетельствуют о выдающемся мастерстве пианиста, ритмической точности исполнения и глубоко индивидуальной технике педализации.
Сам Виньес является автором нескольких романсов и фортепианных пьес, ряда статей о музыке и музыкантах. Он также имеет значение как педагог, среди его учеников — Марсель Мейер, Хоакин Нин-Кульмель, Франсис Пуленк.